# ポンペイの壁画の様式
ポンペイの壁画の様式（ポンペイのへきがのようしき、英: Pompeian Styles）はポンペイ四様式とも呼ばれる。ポンペイの壁画に代表される古代ローマの壁面装飾はおおまかに時代ごとの四つの様式に分けることができる。この分類は現存する古代ローマの壁画の最大のグループを成すポンペイの壁画の発掘を行ったドイツの考古学者Ａ・マウによって提唱された。この壁画の様式によって、研究者達は西暦79年のヴェスヴィオ火山の噴火に先立つ数世紀の建物や建物の装飾の時代を区別することができた。様式の変遷に見られるギリシアの写実的で現実と錯覚を起こさせるような傾向とイタリア的な伝統やオリエントの影響である装飾的な傾向の相克に注目することは重要である。

## 第一様式

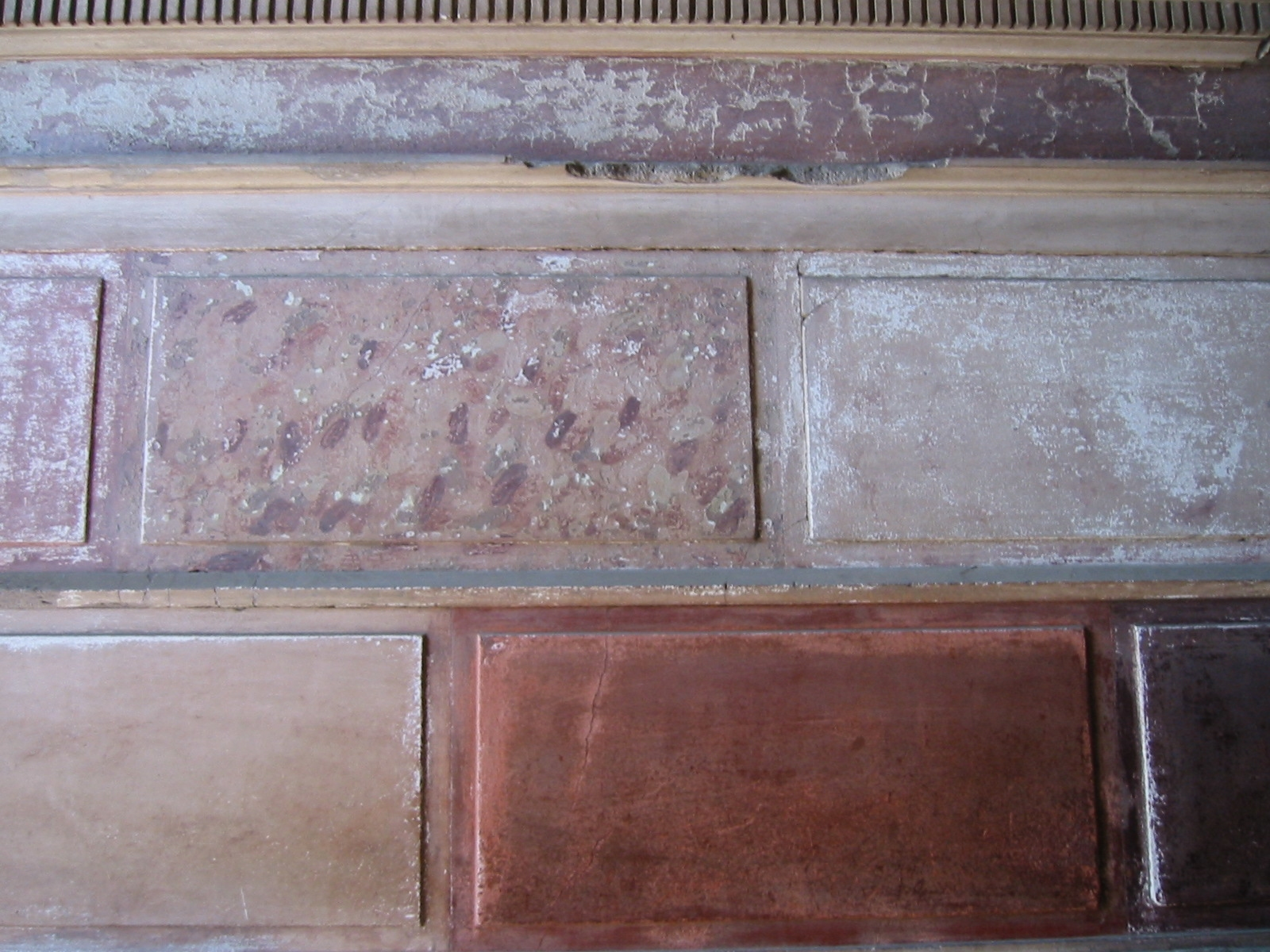
第一様式のフレスコ画、ヘルクラネウム

「第一様式」または「漆喰装飾様式」、「外被様式」、「被石様式」などと呼ばれるこの様式は前2世紀から前80年頃にかけて見られる。第一様式は大理石を模してトロンプ・ルイユ的な効果を狙うことに特徴付けられる。大理石のほかにも吊り下げられたアラバスターの円盤が縦に並んだ様子や、黄色い木製の梁や白い支柱や軒を模した例がある。この様式はエジプトのプトレマイオス朝の宮殿を模倣したもので、モデルとなった宮殿では本物の石や大理石が壁に嵌め込まれていた。この時代にローマがギリシアやヘレニズム諸国と交流もしくは征服したことにより広がったヘレニズム文化の広がりを反映している。
前2世紀後半のヘルクラネウムのサムニウム人の家の壁画にその例を見ることができる。

## 第二様式

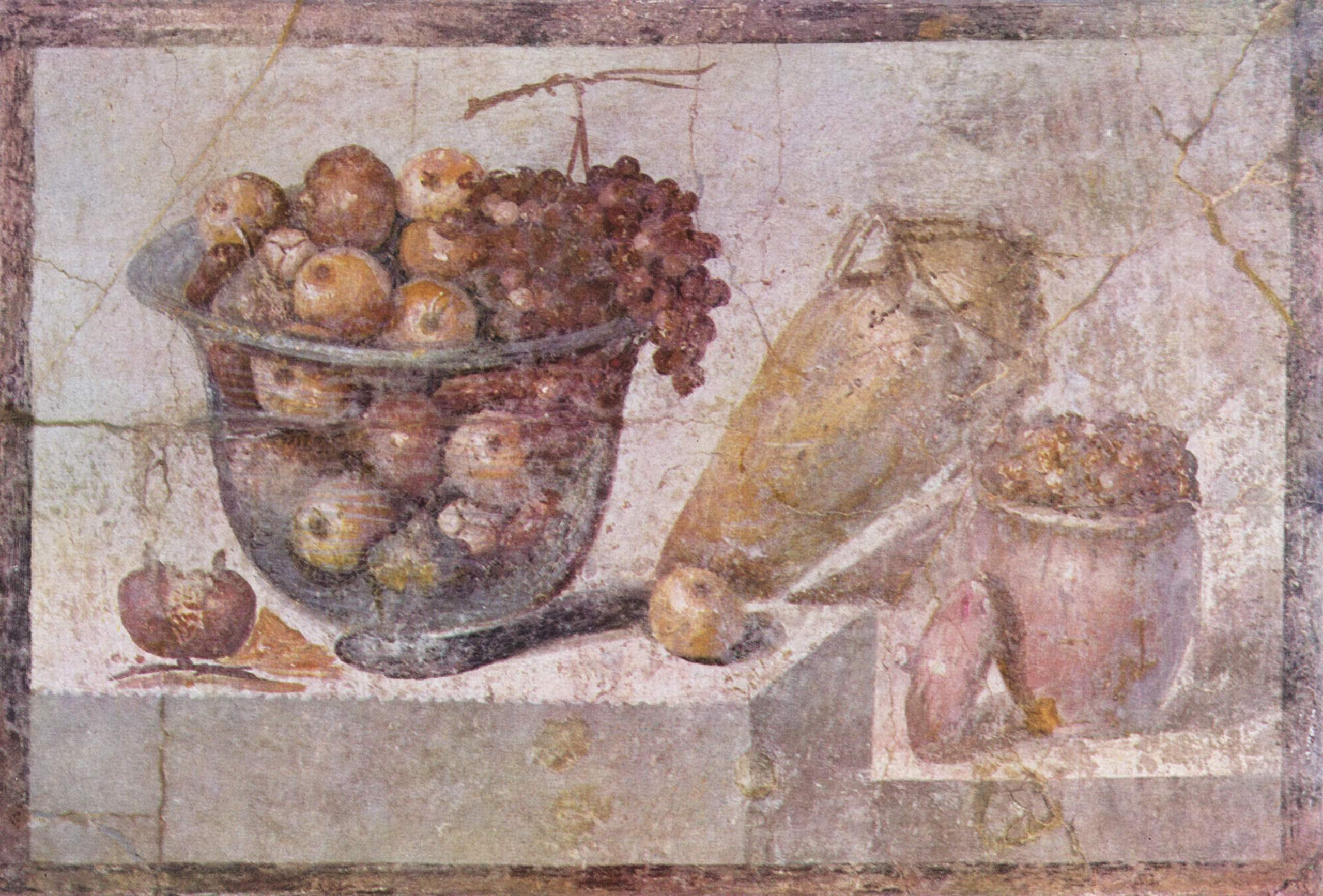
第二様式の静物画、ユリア・フェリクスの家のフレスコ画、ポンペイ

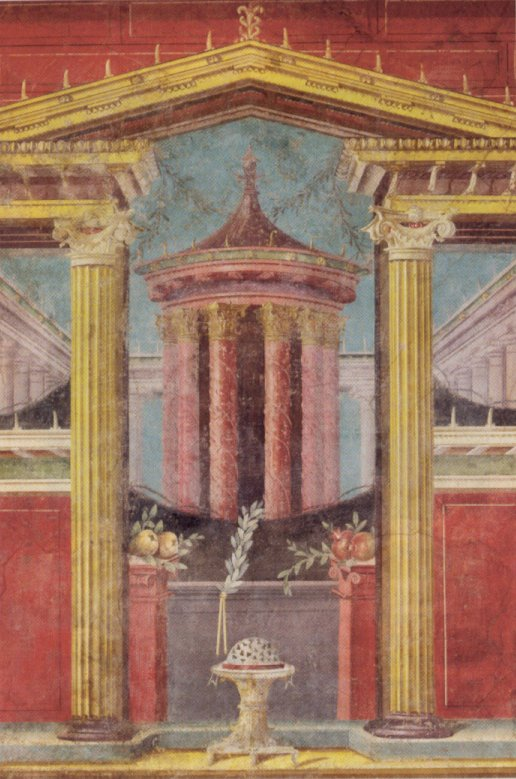
第二様式、ボスコレアーレ、P.ファンニウス=シュニストル荘のフレスコ画、ポンペイ

前1世紀には「第二様式」または「建築様式」と呼ばれる様式が支配的となる。壁面は建物の構成要素やトロンプ・ルイユ的な効果を狙った構図により装飾されるようになる。初期には第一様式から見られる要素で構成されていたがだんだんと置き換えられていった。この様式では対象物に陰影を付けることによって立体的な構造物として錯覚させるということが行われた。例えば立体的に描かれた柱によって壁面のスペースを分割するということがよく行われた。
また壁画にトロンプ・ルイユ的効果を与えるための平行投影法（正確な線遠近法ではない）の利用も第二様式を特徴付けている。イオニア式の柱や舞台のような建築の構造物を描くことにより画面に表される空間は壁面の後方に押しやられた。これらの壁画はローマの家々の窓がなく狭い部屋を少しでも広く見せる効果があったと思われる。
具体的な対象や風景が前90年頃に第一様式に導入され、前70年頃からは建築物やイリュージョニスティックなモチーフと共に支配的となった。壁画はできる限り奥行きを感じさせることが求められた。リアルに描かれたモチーフは最初、分割された画面の高い部分に描かれた。その後、前50年以降は神話の舞台となる風景を背景として演劇のマスクや飾りが描かれるようになった。
アウグストゥスの治世のもとでこの様式は発展を遂げた。偽の建築要素によって空間が広げられ美的構図の構築に寄与した。中央の大きな絵と両翼の二つの小さな絵により構成される舞台装置から着想を得た構成が発展した。このタイプの絵でも建築要素や風景などにより壁面を開放しようとするイリュージョニスティックな傾向は共通している。やがて風景は壁面全体に拡がり、枠の役割を果たしていた建築構造物も消え去り、壁面を見る人はただ部屋の外にいて本物の景色を眺めているかのようになる。
この様式で良く用いられた色は白、赤、黄、緑、マゼンタだった。前40代から流行し前10年代には下火となった。
ボスコレアーレのプブリウス・ファンニウス・シュニストル荘（前40年頃）の建築物の絵が一例である。

## 第三様式

第三様式、ボスコトレカーセのアグリッパ=ポストゥムス荘の壁画

「第三様式」は前の時代の厳格さの反動として前20年または前10年頃から始まった。カラフルな人や物の姿をかたどった装飾が現れ全体的により装飾的な印象を与える。そしてしばしば非常に洗練された技術を見せる。
この様式の特徴はイリュージョニスティックな手法からの脱却である。尤もこのような手法は装飾的な人や物の像と共に後にこの様式の中で密かに息を吹き返すことになる。第三様式の絵は中央の要素により決定付けられるシンメトリーの法則に厳格に従っており水平方向に三つの領域、縦方向に三つまたは五つの領域に分割されていた。水平方向には幾何学文様や柱礎、燭台にかけられた細い枝葉でできた帯などで画面が分割され、鳥などの優美なモチーフや空想的な動物などが背景に描かれる。植物や特にエジプトの動物などがよく描かれた。これはアウグストゥスがクレオパトラを破って前30年にエジプトを併合した後のエジプト趣味を反映している。
これらの絵では第二様式の三次元の世界に代わって、主に単色の優美な線描で描かれた空想的な物で装飾されている。プリマ・ポルタのリウィア荘（前30年 - 前20年頃）にその例を見ることができる。ボスコトレカーセ（前10年頃）のアグリッパ・ポストゥムス荘の寝室 (Cubiculum) No.15に見られる作例に類似した絵画もこの様式に属する。これらの作例では単色の背景の上に繊細な建築要素の枠が描かれその中央に浮かぶ島のように小さく風景だけが描かれる。
第三様式はローマでは40年まで、ポンペイでは60年まで見られる。

## 第四様式

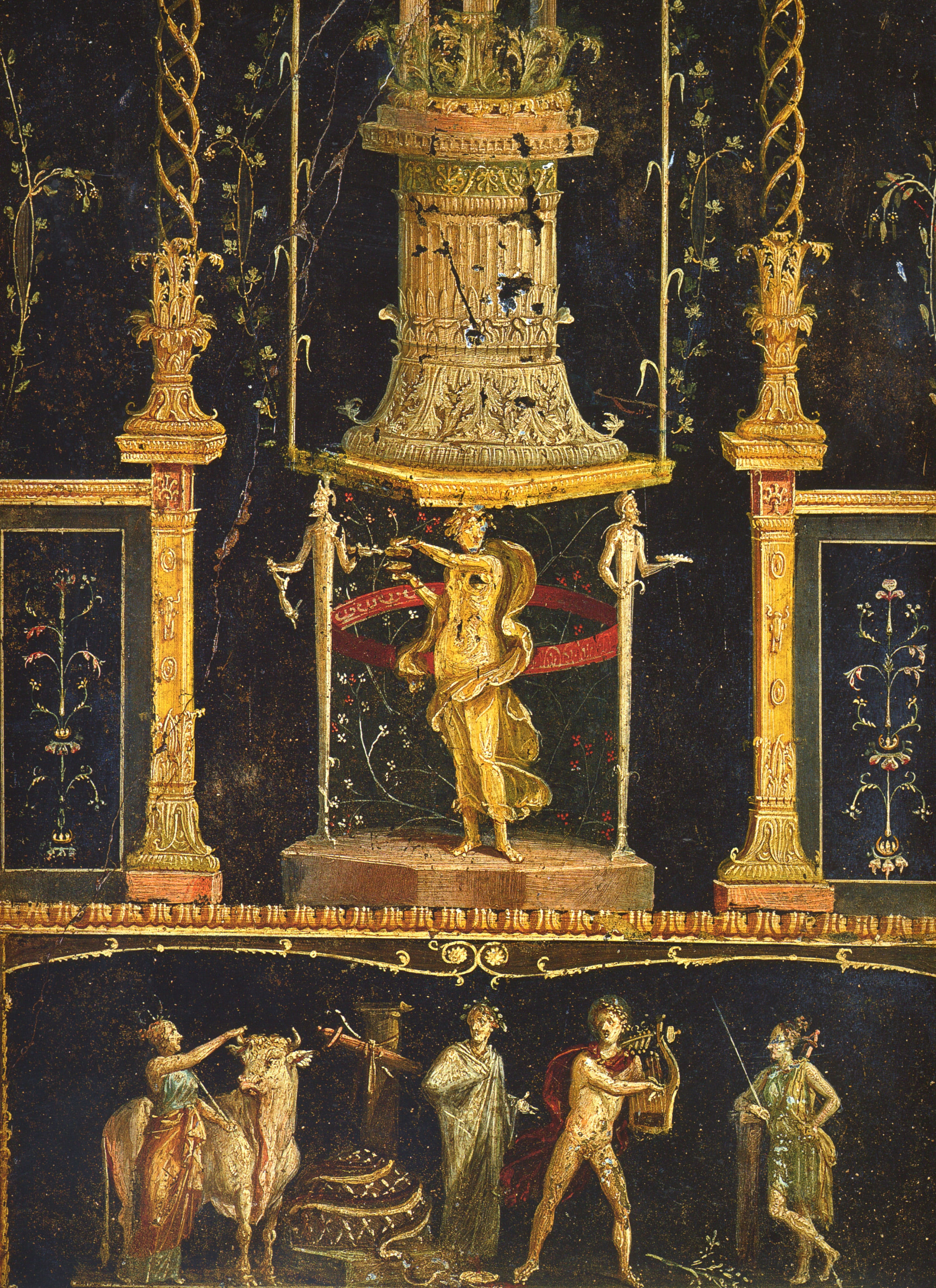
第四様式、ウェッティの家 トリクリニウムの壁画

「第四様式」または「装飾様式」はポンペイで大地震が起きた62年以後の様式でベスビオ火山が噴火した79年まで続いた。第三様式より一層装飾性が強まり、再び建築要素が多く描かれるようになった。幻想的な傾向と細かく繊細な描写、濃い色彩が特徴である。
ポンペイのウェッティの家に第四様式の作例を見ることができる。